# Altes Rathaus (Bozen)

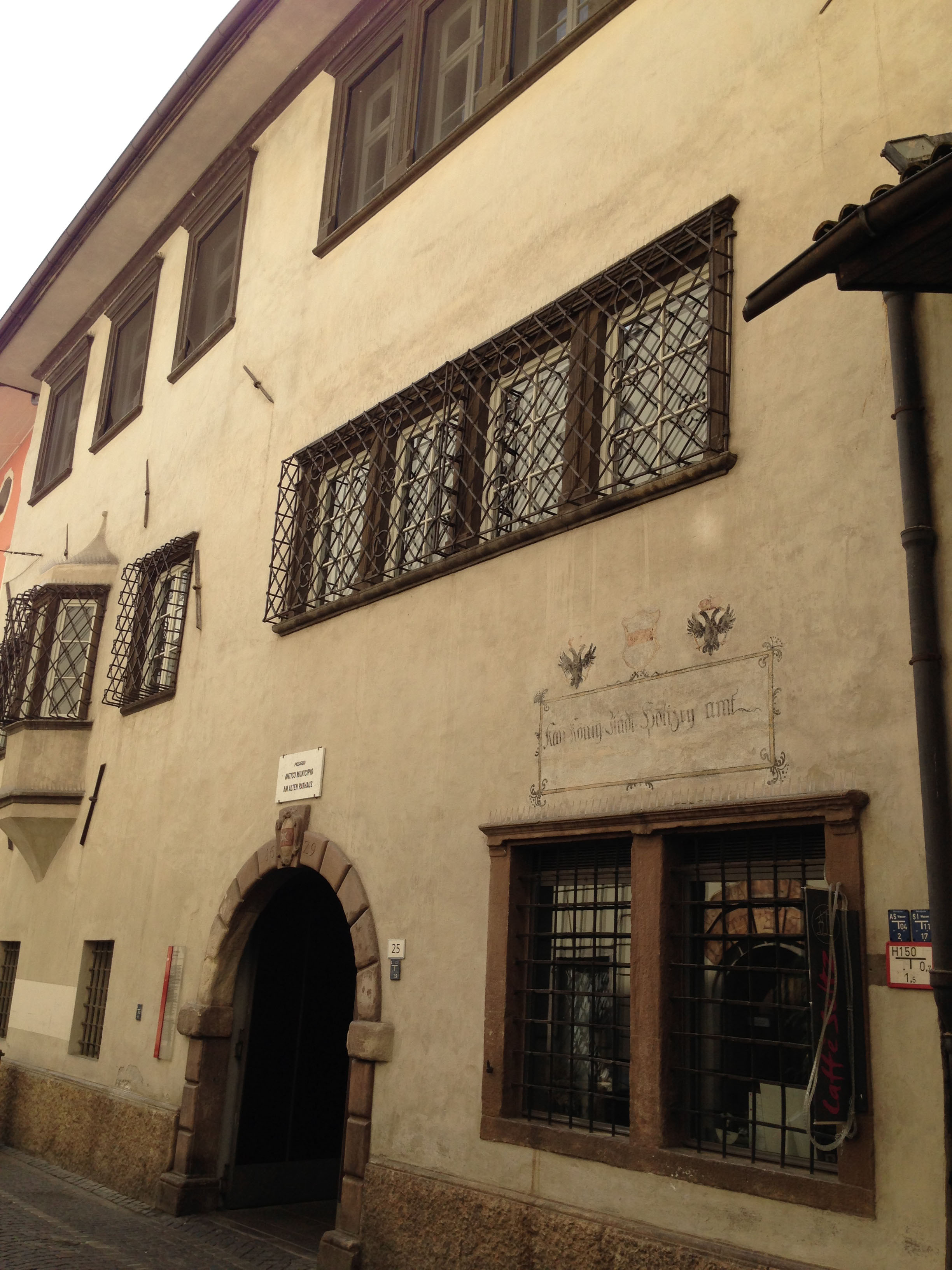
Das alte Bozner Rathaus: die nordseitige Fassade in der Dr.-Streiter-Gasse

Das Alte Rathaus der Stadt Bozen befindet sich unter den Lauben im Haus Nr. 30. Es beherbergt heute das Stadtarchiv Bozen. Von 1455 bis zum Umzug in das neue Rathaus 1907 war es der Sitz der Bozner Stadtverwaltung. Seit 1977 steht es unter Denkmalschutz.
Am 24. Jänner 1455 verkaufte Jakob Kürschner aus Brixen das kurz zuvor abgebrannte Haus – nach seinen Vorbesitzern, den Herren von Villanders, damals noch des von Vilanders haws genannt – der Stadt Bozen, die es dann als Rathaus adaptierte. Der Gebäudekomplex erstreckt sich von der Laubengasse zur Dr.-Streiter-Gasse und überwölbt eine vielgenutzte Passage, einen Lichthof und eine Loggia. Die Baulichkeiten wurden Anfang des 16. Jahrhunderts umgebaut und erfuhren im 17. Jahrhundert weitere Ausgestaltungen. Im rückwärtigen Gebäudeteil Richtung Dr.-Streiter-Gasse, in den Jahren 1597/98 neu errichtet vom lombardischen Baumeister Antonio Carlone, befinden sich auch der alte Ratssaal mit Wandmalereien von Georg Müller aus Bamberg (1597) sowie der darüber gelegene historische Sitzungssaal des Tiroler Landtags, dessen kunstvoll gearbeitete Holzdecke der Tiroler Adler mit dem Ehrenkränzel ziert. Im Gebäudeteil unter den Lauben, der im Zweiten Weltkrieg teilweise durch Luftangriffe zerstört wurde, sind die ursprünglichen straßenseitigen Gewölbe mit spätgotischen Fresken von Conrad Waider aus Straubing erhalten.
Nach dem Umzug der kommunalen Ämter in den Rathausneubau diente der alte Ratssaal zeitweise als Kinematograph. Nach der behutsamen Sanierung der Räumlichkeiten finden hier gelegentlich Stadtvierteltreffen sowie Ziviltrauungen statt.

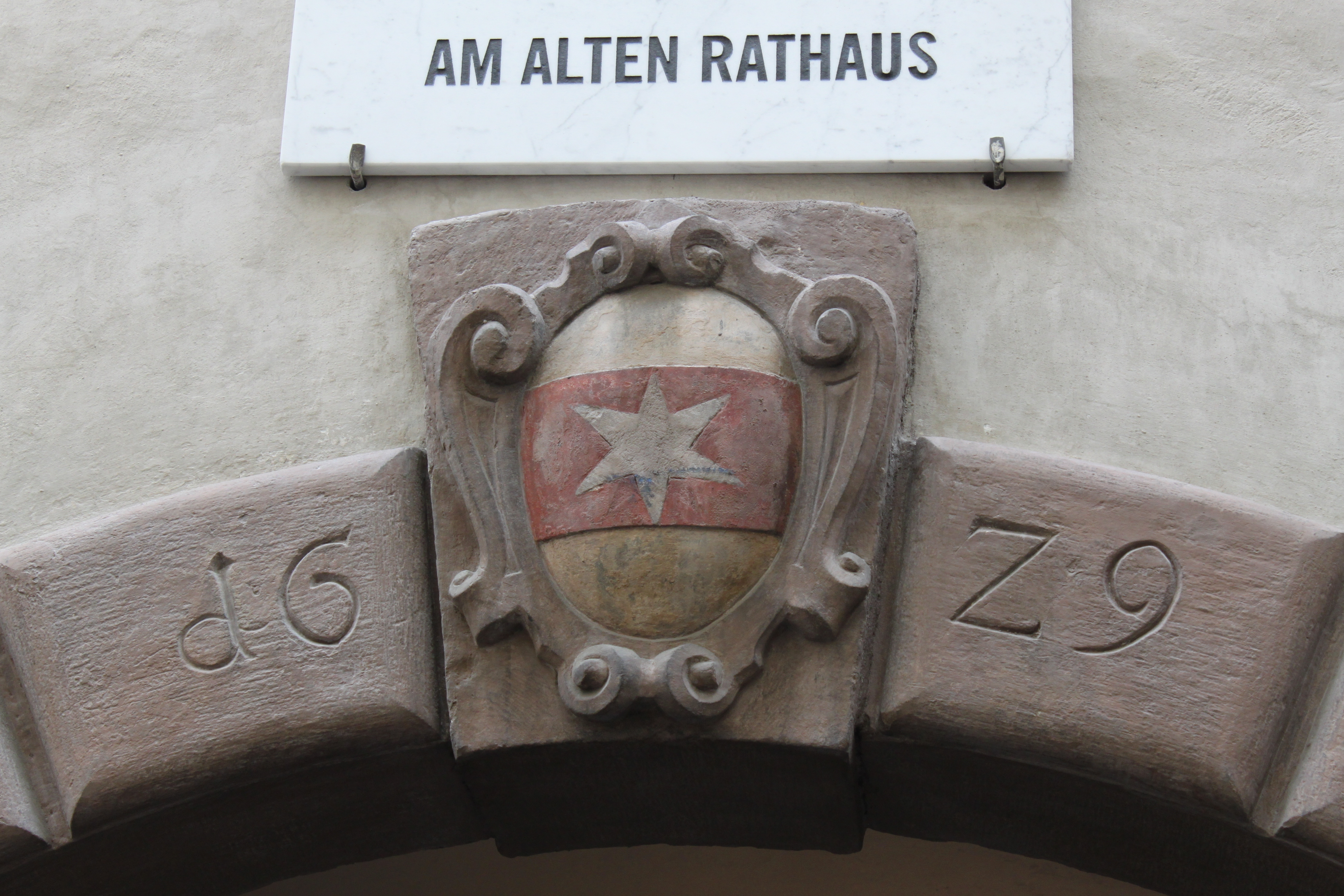
Das Bozner Stadtwappen am alten Rathaus
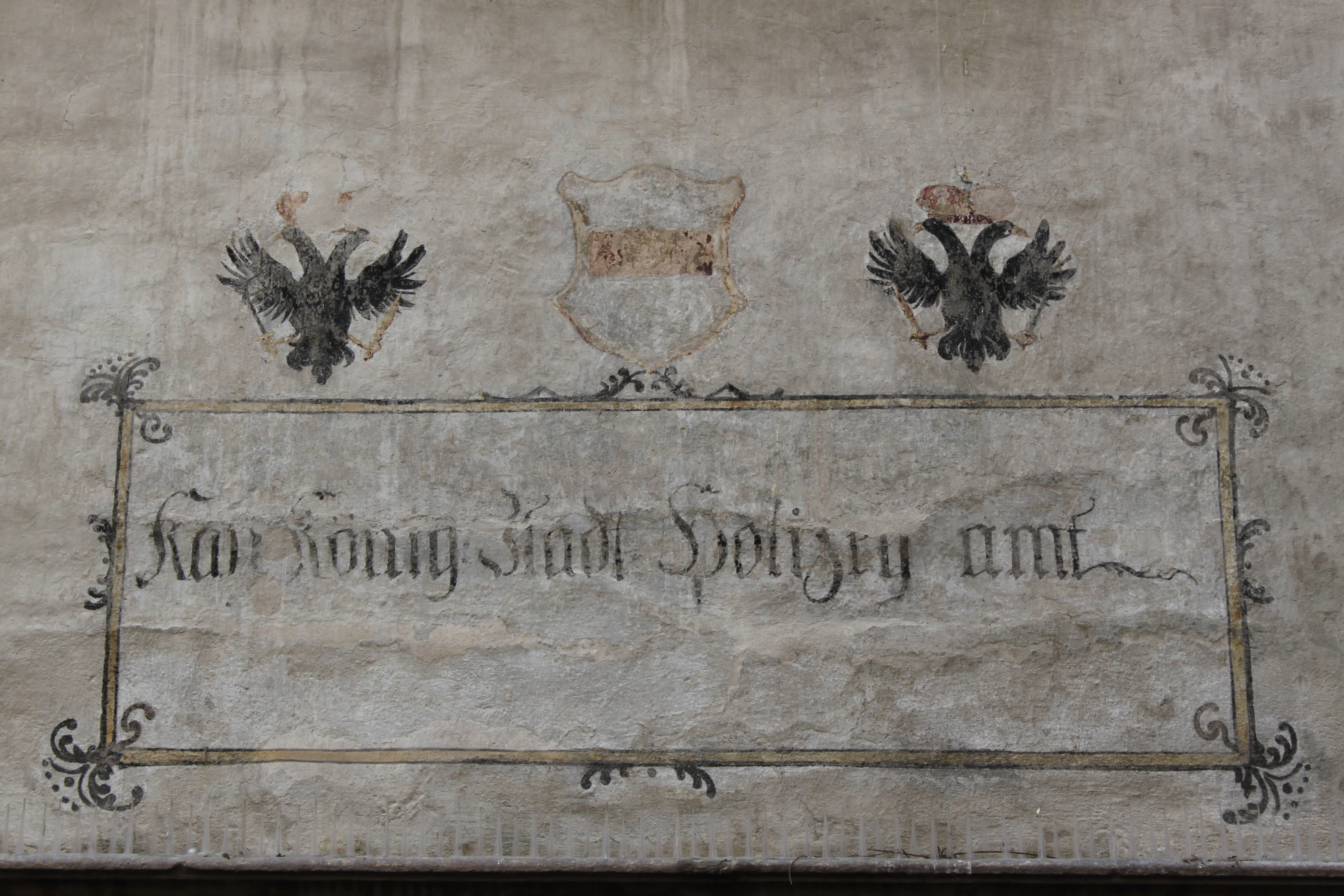
Kay[serlich] König[liches] Stadt Polizey amt – Aufschrift des frühen 19. Jhs. an der Fassade zur Dr.-Streiter-Gasse
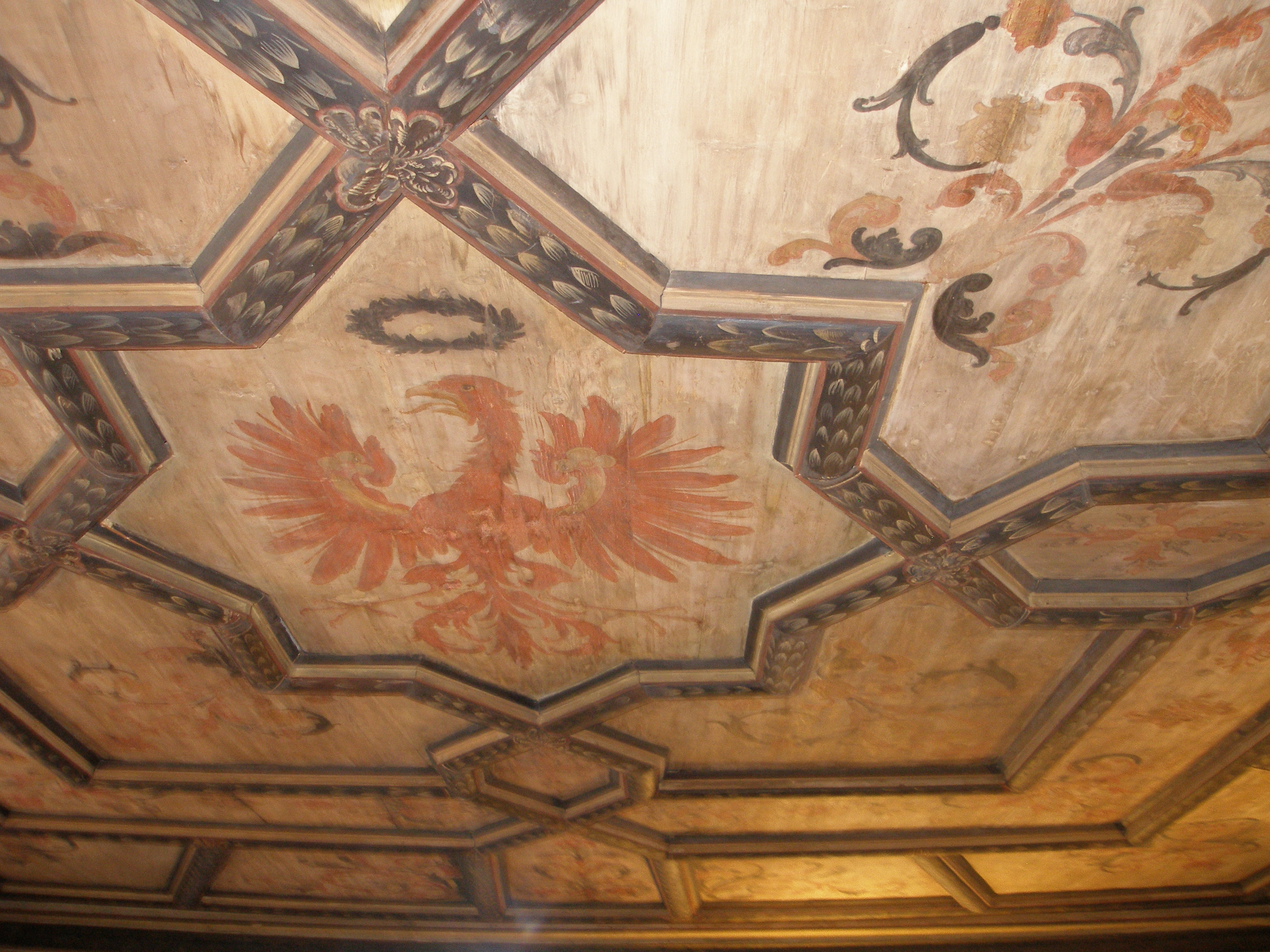
Der Tiroler Adler an der Decke im alten Bozner Rathaus
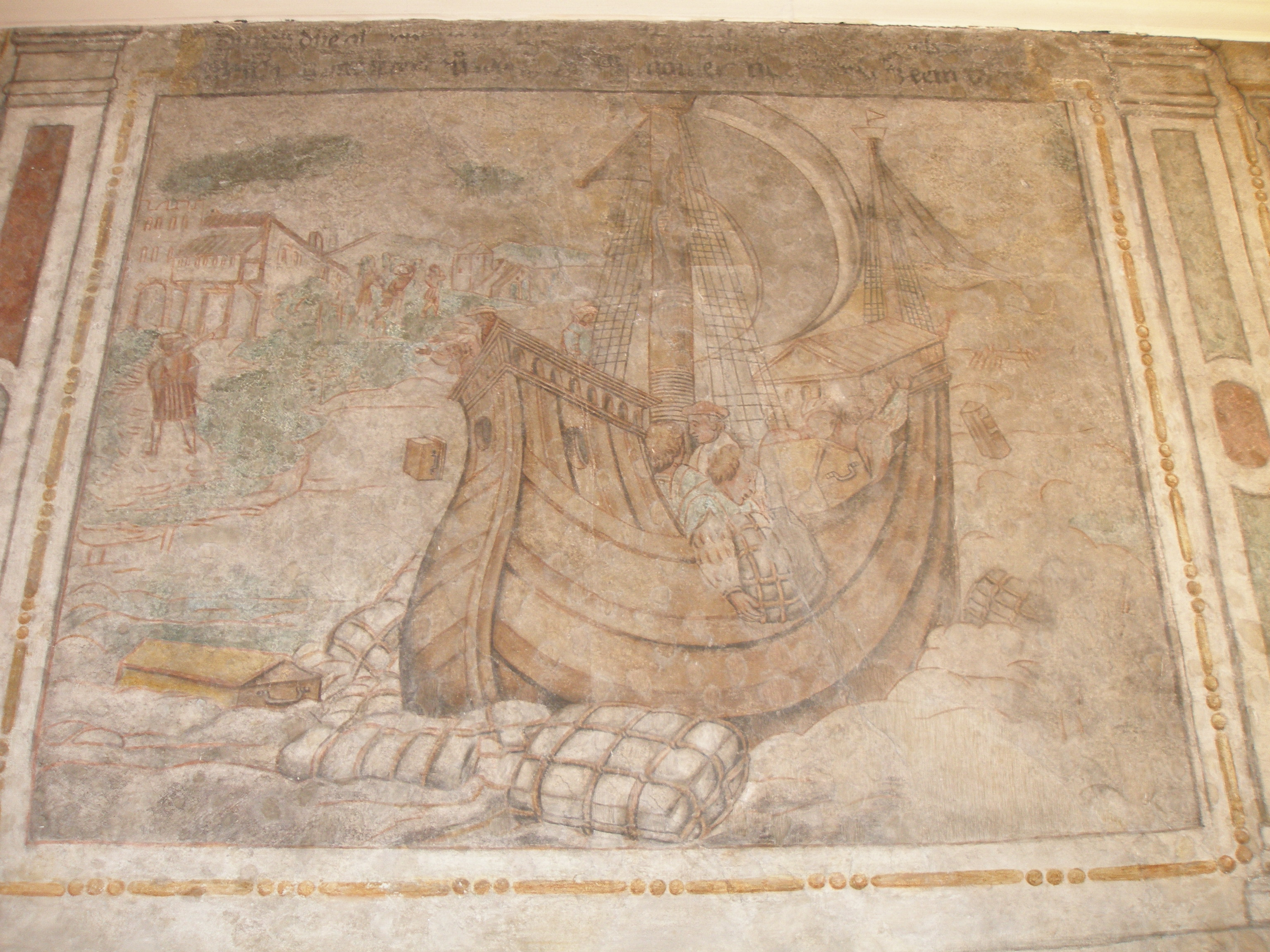
Fresken von Georg Müller – Symbol der iustitia commutativa: ein in Hafennähe in Seenot geratenes Handelsschiff, von dem Ballast abgeworfen wird, um das Kentern zu vermeiden (Seewurf)
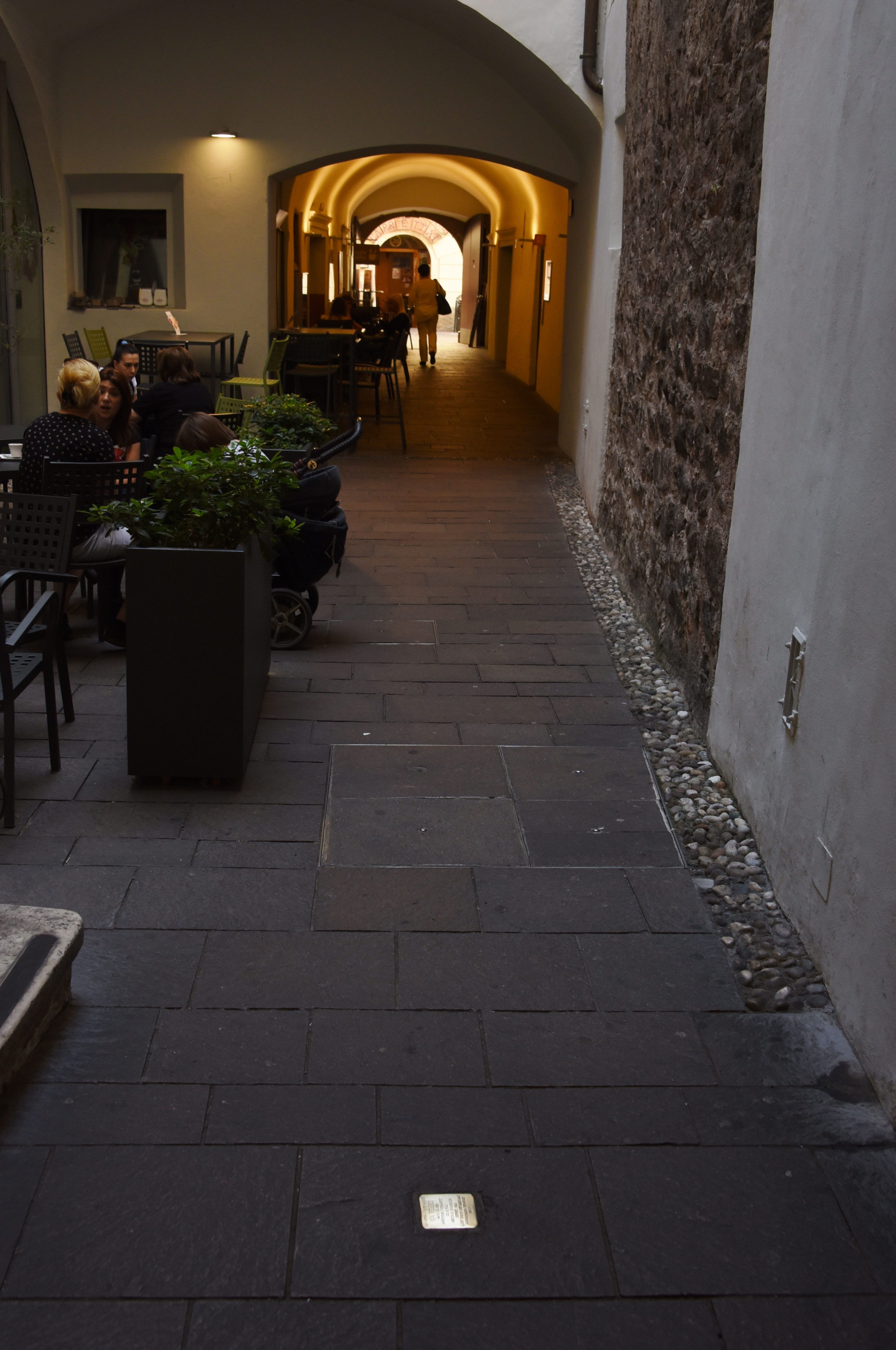
Einer der in Bozen verlegten Stolpersteine im Durchgang des Alten Rathauses
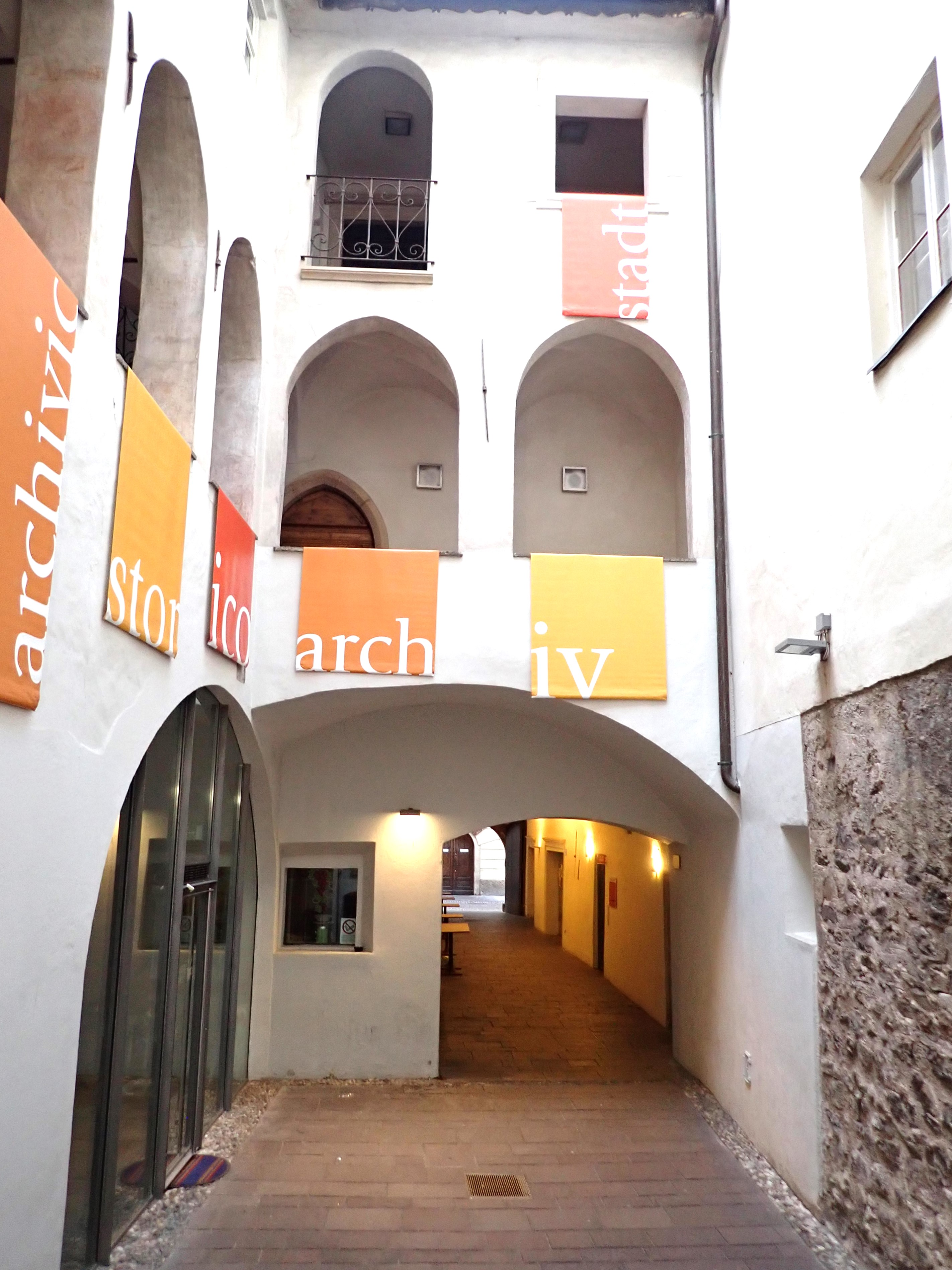
Innenhof des Alten Rathauses in Bozen mit Treppe zum Stadtarchiv